# Josep Maria Aluja Pons
Josep Maria Aluja Pons (Reus, 1886 - 1976) va ser un metge i cirurgià català.
Fill del metge Antoni Aluja Miguel, estudià a l'Institut de Reus i es va llicenciar a la Facultat de Medicina de Barcelona. Es va formar com a cirurgià a la clínica del doctor Corachan, del qual en va ser ajudant i més tard cap d'un dels serveis de cirurgia. L'any 1930 es va traslladar a Reus on, el 1933 va muntar una clínica de cirurgia i traumatologia al carrer de Gaudí, a l'antic palau dels Boule, des d'on va introduir les, en aquell moment, modernes tècniques de cirurgia digestiva. A més d'atendre la clínica, era cirurgià general a l'Institut Pere Mata, on practicava també la neurocirurgia. Va ser un dels fundadors de l'Hemeroteca Mèdica, una associació que utilitzava unes sales de del Centre de Lectura, per reunir metges de Reus i de la comarca, i on es rebien subscripcions de revistes mèdiques europees i americanes, per tal de mantenir al dia els coneixements professionals. Aquesta associació publicava una revista: Acta Clínica de Hemeroteca Médica, on Josep Maria Aluja hi va fer diverses aportacions. També va ser un dels organitzadors de l'Associació d'Estudis Reusencs.